# Fennis Dembo
Pour les articles homonymes, voir Dembo.
Fennis Dembo, né le 24 janvier 1966 à Mobile, dans l'Alabama, est un joueur américain de basket-ball. Il évolue durant sa carrière au poste d'ailier.

## Palmarès
- Champion NBA 1989
- Vainqueur des Jeux panaméricains 1987